# NGC 7251
NGC 7251 ist eine Spiralgalaxie vom Hubble-Typ Sa im Sternbild Aquarius auf der Ekliptik. Sie ist schätzungsweise 221 Millionen Lichtjahre von der Milchstraße entfernt und hat einen Durchmesser von etwa 125.000 Lj.
Im selben Himmelsareal befinden sich u. a. die Galaxien NGC 7246 und NGC 7255.
Das Objekt wurde am 6. September 1793 von Wilhelm Herschel entdeckt.